# Tetín, Beroun
Tetín là một làng thuộc huyện Beroun, vùng Středočeský, Cộng hòa Séc.